# 錫紐哈河 (南布格河支流)
錫紐哈河（羅馬化：Syniukha）是烏克蘭的河流，流經該國中部的基洛夫格勒州和南部的尼古拉耶夫州，屬於南布格河的左支流，河道全長111公里，流域面積16,725平方公里。